# Šerm na Letních olympijských hrách 1932
Šerm na Letních olympijských hrách 1932. Soutěže se konaly ve Státní zbrojnici 160. pluku v Inglewoodu.

## Medailisté

### Muži
| Kategorie            | Zlato | Stříbro | Bronz |
| -------------------- | --- | --- | --- |
| Fleret - jednotlivci | Gustavo Marzi · Itálie (ITA)                                                                                             | Joseph L. Levis · Spojené státy americké (USA)                                                                          | Giulio Gaudini · Itálie (ITA) |
| Kord - jednotlivci   | Giancarlo Cornaggia Medici · Itálie (ITA)                                                                                | Georges Buchard · Francie (FRA)                                                                                         | Carlo Agostoni · Itálie (ITA) |
| Šavle - jednotlivci  | György Piller · Maďarsko (HUN)                                                                                           | Giulio Gaudini · Itálie (ITA)                                                                                           | Endre Kabos · Maďarsko (HUN) |
| Fleret - družstvo    | Francie (FRA) · Édward Gardère · René Bondoux · René Bougnol · René Lemoine · Philippe Cattiau · Jean Piot               | Itálie (ITA) · Giulio Gaudini · Gustavo Marzi · Ugo Pignotti · Gioacchino Guaragna · Rodolfo Terlizzi · Giorgio Pessina | Spojené státy americké (USA) · George Charles Calnan · Richard Clarke Steere · Joseph L. Levis · Dernell Every · Hugh Vincent Alessandroni · Frank Stahl Jr. Righeimer       |
| Kord - družstvo      | Francie (FRA) · Fernand Jourdant · Bernard Schmetz · Georges Tainturier · Georges Buchard · Jean Piot · Philippe Cattiau | Itálie (ITA) · Saverio Ragno · Giancarlo Cornaggia-Medici · Franco Riccardi · Carlo Agostoni · Renzo Minoli             | Spojené státy americké (USA) · George Charles Calnan · Gustave Marinius Heiss · Frank Stahl Jr. Righeimer · Tracy Jaeckel · Curtis Charles Shears · Miguel Angel De Capriles |
| Šavle - družstvo     | Maďarsko (HUN) · Endre Kabos · Attila Petschauer · Ernő Nagy · Gyula Glykais · György Piller · Aladár Gerevich ·         | Itálie (ITA) · Gustavo Marzi · Giulio Gaudini · Renato Anselmi · Emilio Salafia · Arturo De Vecchi · Ugo Pignotti       | Polsko (POL) · Tadeusz Friedrich · Marian Suski · Władysław Dobrowolski · Władysław Segda · Leszek Lubicz · Adam Papée                                                       |

### Ženy
| Kategorie            | Zlato                           | Stříbro                              | Bronz                       |
| -------------------- | ------------------------------- | ------------------------------------ | --------------------------- |
| Fleret - jednotlivci | Ellen Preisová · Rakousko (AUT) | Judy Guinness · Velká Británie (GBR) | Erna Bogen · Maďarsko (HUN) |

### Přehled medailí
| Pořadí | Země                         | Zlato | Stříbro | Bronz | Celkově |
| ------ | ---------------------------- | ----- | ------- | ----- | ------- |
| 1.     | Itálie (ITA)                 | 2     | 4       | 2     | 8       |
| 2.     | Francie (FRA)                | 2     | 1       | 0     | 3       |
| 3.     | Maďarsko (HUN)               | 2     | 0       | 2     | 4       |
| 4.     | Spojené státy americké (USA) | 0     | 1       | 2     | 3       |
| 5.     | Rakousko (AUT)               | 1     | 0       | 0     | 1       |
| 6.     | Velká Británie (GBR)         | 0     | 1       | 0     | 1       |
| 7.     | Polsko (POL)                 | 0     | 0       | 1     | 1       |